# Rocco Quinn
Rocco Quinn (* 7. September 1986 in Hamilton, Schottland) ist ein ehemaliger schottischer Fußballspieler.

## Sportlicher Werdegang
Obwohl er seine Karriere bei Celtic Glasgow begann, absolvierte er nie ein Spiel für die erste Mannschaft des Vereins. Nachdem er zwischen 2002 und 2004 für die Jugendmannschaft Celtics auf dem Rasen stand, wurde er zwischen 2004 und 2009 an die schottischen Rivalen FC Kilmarnock (2007), FC St. Johnstone (2007–2008) und den FC Livingston (2008–2009) ausgeliehen und sammelte dort Spielerfahrung, ehe er im Januar 2009 zu Hamilton Academical wechselte. Schon am Ende der Saison 2008/09 unterschrieb er jedoch für die kommenden Spielzeiten (bis 2011) beim schottischen Zweitligisten Queen of the South.